# Kruuse af Verchou
Kruuse af Verchou eller Kruse af Verchou är en svensk friherrlig ätt.

## Historik
Ätten är känd sedan medeltiden i Mecklenburg där riddaren Eghardus Crispus levde under 1200-talet. Förmodligen tillhörde han samma ätt som von Holstein, vilken har ett snarlikt, eller identiskt vapen. Ättens äldste kände stamfader är Henning Kruse som levde under 1400-talet och skrev sig till Varchow (Verchou) i Stavenhagen i Mecklenburg. 
En ättling till honom var Hans Abraham Kruse, som var generalmajor och landshövding i Västerbotten. År 1664 naturaliserades han som svensk adelsman och introducerades, men upphöjdes år 1679 till friherre varmed den adliga ätten blev utgången. Den friherrliga ätten introducerades på nummer 76. 
Hans första hustru var Brita Strömfelt, vars mor var en Törnsköld, och den andra var Birgitta Clerck nr 433. Han fick bara barn i första äktenskapet som förde ätten vidare. 
Den enda dottern som överlevde barnaåren, Christina Charlotta var gift Bratt af Höglunda. Äldste sonen Henning Adolph Kruuse af Verchou var överste för svenska och finska Adelsfanan och gift med friherrinnan Spens, vars mor var en Reuter af Skälboö. Deras döttrar gifte sig i släkterna Gyllenborg, Wolffelt och Duwall. Sönerna verkade inom militären men ingen var gift.
Henning Adolph hade två yngre bröder. Den äldre av dessa var kaptenen Johan Kruuse af Verchou vars ätt levde vidare på svärdssidan med söner ur ett äktenskap med en Törnsköld, men hans ättegren slöts med en sonson. Den yngste av bröderna var Carl Gustaf Kruuse af Verchou som var överste vid gröna Dragonregementet och gift med Anna Sinclair vars mor var en Makeléer, och från vilka alla nu levande ättmedlemmar härstammar.
Till ätten hör bland andra balettmästaren och koreografen Carl-Gustaf Kruuse af Verchou.
Ättens medlemmar lever i Sverige och USA.